# Татарська АЕС
Татарська атомна електростанція (рос. Татарская АЭС) — недобудована атомна електростанція в Росії. Розташована в АР Татарстан біля села Ачі, поблизу Нижньокамська. Будівництво було перервано під тиском громадськості внаслідок аварії на Чорнобильській АЕС у 1990 році. Електростанція мала стати однією з найбільших у Радянському Союзі, проект передбачав загальну потужність до 8000 МВт. Передбачалося, що вона буде використовувати ті ж блоки, що й Темелін.

## Історія та технічна інформація

### Витоки
Про будівництво атомної електростанції в Татарстані говорять з 1978 року. Це пояснюється тим, що на території Татарстану побудовано велику кількість різних підприємств, таких як КамАЗ, кілька хімічних заводів та ін. Рішення про будівництво нового атомного об'єкта широко обговорювалося в Міністерстві енергетики та електрифікації СРСР. Згодом електростанцію затвердили ЦК КПРС і Рада Міністрів СРСР.
Для проекту було обрано місце на території сіл Белячча та Ачі. Проект атомної електростанції розроблений філіалом інституту «Атомтеплоелектропроект» у Ризі.
На електростанції мали працювати чотири водопровідні реактори ВВЕР-1000/320 потужністю 1000 МВт кожен. Частиною плану була можливість розширення до восьми блоків, і майданчик був адаптований до цього. Усі реактори повинні були охолоджуватися замкнутою водяною системою, яка включає великий резервуар для води, подібний, наприклад, до того, що був на Чорнобильській АЕС.

### Будівництво
Будівництво першого енергоблоку почалося 1 квітня 1987 року. Це був чотириконтурний ядерний реактор ВВЕР-1000/320 з водою під тиском. Загальна потужність блоку мала складати 1000 МВт, а чиста – 950 МВт. Його мали ввести в експлуатацію у 1992 році.
Будівництво другого енергоблоку почалося 1 травня 1988 року. Параметри, тип і концепція реактора, потужність повинні були залишитися незмінними. Блок планувадося ввести в експлуатацію в 1994 році.
Планувалося ще 6 блоків, які мали запускати кожні 18 місяців. Додаткові блоки будуть введені в експлуатацію в 1995, 1997, 1998, 2000, 2001 і 2003 роках.
У 1989 році почали наростати громадянська непокора та опозиція атомній електростанції. Це стало наслідком аварії на ЧАЕС. Пізніше в 1989 році було зроблено пропозицію зупинити будівництво станції, що й відбулося в квітні 1990 року. Будівництво було офіційно скасовано 1 грудня 1993 року.
На момент припинення будівництва будували два реактори і копали фундаменти для 3-го і 4-го реакторів. Після 2000 року розглядалося завершення будівництва двома ВВЕР-1000 і двома ВВЕР-1500, у 2003 році навіть відкачали грунтові води з фундаментів, але будівництво не відбулося через брак коштів.

### Нова електростанція
У 2016 році було запропоновано скоротити кількість блоків до одного і змінити тип на ВВЕР-1300/510. Проте нова електростанція має стояти поруч із старою, а не на тому ж місці. Очікується, що будівництво розпочнеться після 2035 року, коли будуть завершені основні ядерні проекти Російської Федерації, Смоленська ІІ , Ленінградська 2 і Курська 2 електростанції, які замінять існуючі застарілі реакторні електростанції РБМК.

## Інформація про реактори
| Реактор     | Тип реактора  | Продуктивність | Продуктивність | Початок будівництва | Підключення до мережі                                  | Введення в експлуатацію                                | Закриття |
| Реактор     | Тип реактора  | Нетто          | Брутто         | Початок будівництва | Підключення до мережі                                  | Введення в експлуатацію                                | Закриття |
| ----------- | ------------- | -------------- | -------------- | ------------------- | ------------------------------------------------------ | ------------------------------------------------------ | -------- |
| Татарстан-1 | ВВЕР-1000/320 | 950 МВт        | 1000 МВт       | 1. 4. 1987          | Будівництво скасовано 1 грудня 1993 року               | Будівництво скасовано 1 грудня 1993 року               |          |
| Татарстан-2 | ВВЕР-1000/320 | 950 МВт        | 1000 МВт       | 1. 5. 1988          | Будівництво скасовано 1 грудня 1993 року               | Будівництво скасовано 1 грудня 1993 року               |          |
| Татарстан-3 | ВВЕР-1000/320 | 950 МВт        | 1000 МВт       |                     | Підготовку до будівництва скасовано 1 грудня 1993 року | Підготовку до будівництва скасовано 1 грудня 1993 року |          |
| Татарстан-4 | ВВЕР-1000/320 | 950 МВт        | 1000 МВт       |                     | Підготовку до будівництва скасовано 1 грудня 1993 року | Підготовку до будівництва скасовано 1 грудня 1993 року |          |
| Татарстан-5 | ВВЕР-1000/320 | 950 МВт        | 1000 МВт       |                     | Планування скасовано 1. 12. 1993                       | Планування скасовано 1. 12. 1993                       |          |
| Татарстан-6 | ВВЕР-1000/320 | 950 МВт        | 1000 МВт       |                     | Планування скасовано 1. 12. 1993                       | Планування скасовано 1. 12. 1993                       |          |
| Татарстан-7 | ВВЕР-1000/320 | 950 МВт        | 1000 МВт       |                     | Планування скасовано 1. 12. 1993                       | Планування скасовано 1. 12. 1993                       |          |
| Татарстан-8 | ВВЕР-1000/320 | 950 МВт        | 1000 МВт       |                     | Планування скасовано 1. 12. 1993                       | Планування скасовано 1. 12. 1993                       |          |